# Tornos
Tornos è un comune spagnolo di 245 abitanti situato nella comunità autonoma dell'Aragona.